# Goran Gabrilo
Goran Gabrilo (13. rujna 1977.), hrvatski nogometni sudac iz Splita. Sudac je najvišeg ranga u Hrvatskoj, 1. HNL.
Sin nogometnog sudca Ante Gabrila.
Igrao mali nogomet u Splitskoj ligi. Poslije je bio kondicijski trener MNK Split Ship Management. Bavio se i plivanjem, leđnim stilom na 100 i 200 metara, gdje je bio juniorski reprezentativac i višestruki pobjednik s prvenstava Hrvatske. Sudi od 1996. godine. Sudački uzor mu je bio Edo Trivković. U 1. HNL sudi od 2009. godine. Prva prvoligaška utakmica koju je sudio je Međimurje − Istra 4:2. Poznate utakmice koje je sudio su povijesni gradski derbi Hajduka i Splita, Splita i Hajduka, te povijesne revijalne prijateljske utakmice povodom 100. obljetnice Hajduka, Hajduk − Slavija i Hajduk − Barcelona. Doktorirao kineziologiju temom Incidencija, rizici i protektivni faktori ozljeđivanja kod nogometnih sudaca u Hrvatskoj. Radi na Kineziološkom fakultetu u Splitu, na katedri za plivanje. Na stručnim studijima drži segment rekreacije i fitnessa.